# Илисуйский султанат
Илисуйский султанат(также встречаются варианты: Цахуро-илисуйское султанство, Елисуйский султанат, Элисуйский султанат, а также Елисуйское, Элисуйское султанство; цах. Ilisu sultanat, yixbı sultanat, йихъбы султанат, лез. Илису султанвал, азерб. İlisu sultanlığı, груз. ელისუს სასულთნო) — небольшое цахурское государство в Азербайджане и Дагестане, находившееся в тесных отношениях с остальными дагестанскими государственными образованиями и азербайджанскими ханствами.
Илисуйский султанат являлся следующим этапом развития существовавшего ранее Цахурского ханства, а его история была тесно связана с историей соседних Джаро-Белоканских вольных обществ. Столица султаната находилась в Илису (Елису, Элису), а историческая столица — в Цахуре. Население в основном состояло из цахуры и исповедовало ислам суннитского толка; проживали также азербайджанцы и грузины-ингилойцы. В русских источниках цахуры (народ лезгинской группы) нередко именовались просто лезгинами.

## История

### Образование султаната
История возникновение Илисуйского султаната неразрывно связана с владетелями Цахура. Селение Цахур расположено на северных склонах Главного Кавказского хребта и является историческим местом проживания цахуров. С XV века или ранее здесь существовало феодальное образование Цахурское ханство. С течением времени цахуры продвинулись к югу и расселились также в Кахском и Джарском эриставствах. Селение Илису располагается на реке Курмух-чай, бассейн которого составляло особое эриставство Тсукет.

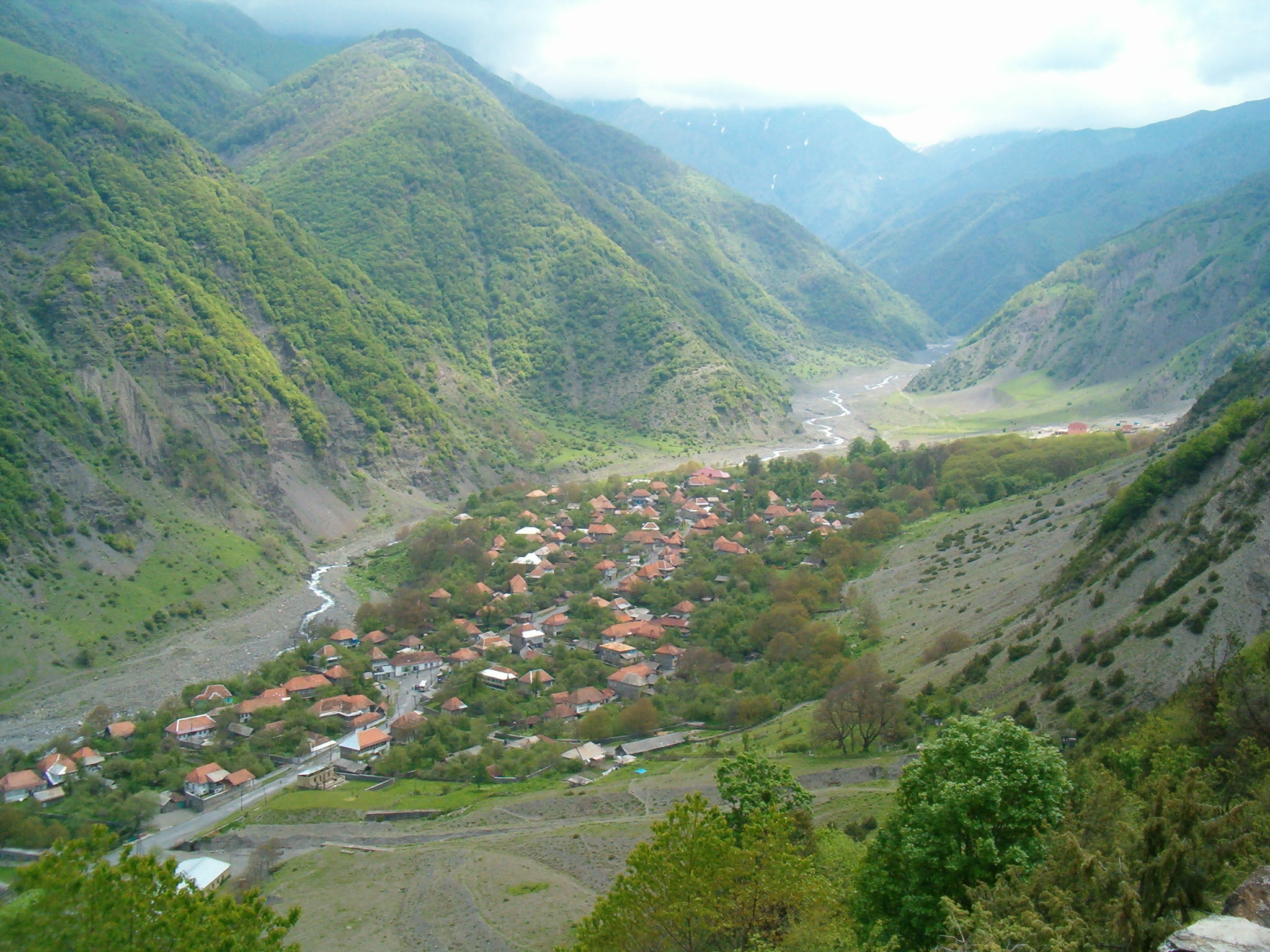
Вид на селение Илису, 2010 год.

В XVI—XVII вв. Цахур совместно с Илису входит в состав Ширванской области в качестве улька. В то время владычество Сефевидской империи в Закавказье сменялось владычеством Османской империи и обратно, и каждый раз новая власть подтверждала права цахурских владетелей на селения, расположенных за Главным Кавказским хребтом. Самый ранний из жалованных фирманов зафиксировал зависимость цахурского владения от персидских правителей. Персидский шах Тахмасп I в фирмане от 1562 года сообщает о «Захурском владельце Ади Куркул беке»: «…сей владетель состоит в числе преданнейших нам слуг». В этом же фирмане шах Тахмасп I закрепил за Ади Куркулу-беком феодальные права на правах иммунитета над селениями Кахского моуравства Бабало, Шотавар и Кураган. В русском документе 1598 года сказано: «Промеж Кумык и Грузинские земли [есть] город Цакур, а в нём [правит] Адикорклю княз, а у него 200 человек конных». Таким образом Ади Куркул-бек правил в Цахуре не менее 35 лет. В дальнейшем известно, что на короткий период Цахур освободился из под власти Сефевидов и попал в зависимое положение от османов. В 1607 году Али Султан Цахурский получил от османского султана фирман, в котором говорилось:

По получении нашего высочайшего фирмана знайте, что во внимание к важности вашего сана, ваших личных достоинств и вашей старинной приверженности к нашему порогу, мы ознаменовали нашу монаршую милость в отношении к вам пожалованием вам деревень Мешебаши, Каха, Зернэ, Кум, Лэкэти и Алагеза, о чём и воспоследовало высочайшее наше повеление. Отныне вы, наследственно владея этими деревнями, должны сберечь их от прикосновенности других.

Один из фирманов Али Султану Цахурскому от 1616 года написан от имени персидского шаха Аббаса I Великого, судя по которому цахурский правитель, возможно, помогал шаху в его борьбе против османов: «Вы исполнили долг преданности и приверженности и воскресили умерших предков наших… Когда же Юсуф-хан, ширванский беглербек прибудет в ту сторону, то совместно с ним продолжайте службу нашему двору с подобающим усердием, без упущения»
В XVII веке завершается процесс переселения части цахуров из Дагестана на юг, в пределы северо-западного Азербайджана. К началу XVIII века на указанной территории окончательно оформились аварские и цахурские вольные общества, более известные как Джаро-белоканские вольные общества. В этот же период резиденция цахурских владетей была перенесена из Цахура в Илису, где был избран правитель Алибек I, названный султаном.

### Илисуйский султанат в XVIII веке
В конце XVII — начале XVIII вв. значительная часть Закавказья находилась под властью Сефевидского государства. В 1707 году восстали Джарское и Цахурское общества, а в 1711 году в Восточном Кавказе вспыхнуло широкое антииранское восстание «лезгин» и примкнувших к ним народностей против шахского владычества, которое приобрело религиозную оболочку борьбы суннитов против шиитов. Одним из предводителей восстания в Закавказье стал Али-султан II Цахурский (или Али-султан элисуйский). Он совместно с джаро-белоканцами захватили округа Шеки, Габалы, Казаха, Зегама, Шамхора, вплоть до окрестностей Гянджи. Фирманом от 1722 года османский султан назначил Али-султана беглербеком Шекинского владения с присоединением к нему Захурского санджака. Фирман османского султана от 1732 года отдельно упоминает цахурского и кахского беглербека Усми Мухаммад-пашу и Али-пашу Шекинского, в обязанность которым вменялось выступить против непокорных туркам жителей Сигнаха (Нагорного Карабаха) .
В конце 1720-х гг. на политическую арену Ирана выходит персидский военачальник Надир-шах, предпринявшие успешные походы против захвативших ряд областей Сефевидского государства османов и афганцев. Разгромив турок-османов в Закавказье летом 1735 года, Надир-шах двинул свои войска на Ширван и Дагестан. По окончании военной кампании, он вернулся на Мугань, где был провозглашён шахом Персии. С уходом основных сил иранских войск, в Восточном Кавказе начались антииранские выступления. Весной 1738 года восстали шесть джаро-белоканских вольных обществ, к которым присоединился сын цахурского владетеля Мухаммед-бек. На покорение джарских джамаатов двинулся брат Надир-шаха — Ибрагим-хан, погибший в бою с горцами. За сговор с завоевателями горцы изгнали Али-Султана из Цахура и признали его сына Мухаммед-бека правителем Шеки и Кахской области. В последующие годы Надир-шах предпринял несколько походов против непокорных горцев, закончившиеся поражением шахских войск. О покорении Надир-шахом Илису в ходе его завоевательной политики А. И. Фон-Плотто писал:

Не припомню, в котором именно году, прибыл в Кахетию персидский шах Надир. Он хотел было покорить Цахурский округ и включить его в свои владения, но цахурцы приготовили всё, что было нужно, для встречи такого знаменитого гостя и ещё сильнее укрепили завал. Надир-шах подошёл к Елису, но жители его выдержали несколько сражений, и персы ни за что бы не овладели завалом, ежели бы не помогла им измена одного из беков, — Усми-бека, который послал преданное ему лицо к Надир-шаху с предложением, что он впустит его в селение. Шах, разумеется, принял это предложение. Когда персидские войска двинулись через завал, то одна фамилия елисуйских беков ушла в горы, — в тлейсерухский и анкратльский магалы. По повелению Надир-шаха, верхний квартал Елису (Юхари магла), где находился дом бежавших беков, был предан огню. Усми-бек выдал потом дочь свою замуж за Надир-шаха и был назначен бессменным правителем округа. Когда же этот край освободился из под власти персов, то бежавшие беки возвратились в Елису и, вследствие любви и преданности к ним народа, были возведены в сан цахурских правителей и, в свою очередь, сожгли нижний квартал селения, в котором находился дом Усми-бека. С тех пор потомки возвратившихся беков, по желанию народа, были постоянно елисуйскими султанами.

После смерти Надир-шаха в 1747 году, созданное им государство распалось. Бакиханов упоминает, что Цахурским (Элисуйским) округом в это время владел Гусейн-хан-бек. В 1773 году султаном Илисуйским был Мухаммад-бек.

### Российская империя
В марте 1803 года в Джаро-Балаканские земли двинулся отряд русских войск во главе с генералом Гуляковым, занявший селения Джар и Балакен. Джарцы согласились с условиями, выдвинутые генералом Цициановым, в соответствии с которыми они переходили в подданство России и платили дань шёлком. Помимо них данные соглашения распространялись и на Илисуйский султанат. В обязательствах, принятых на себя уполномоченными вольных обществ Джарской провинции, говорится: «Соседнего, союзного и всегда дружественного с нами татарского елисуйского султана Али-Султана и весь подвластный ему народ включаем в верноподданство наше е. и. в.». В рапорте Цицианова от 17 апреля того же года сказано: «по прошению джарских поверенных включил я в общее верноподданство В И. В. Цахурское Элисуйское поколение и султана их Али-султана, яко издревле в союз их находящегося, с равномерною обязанностию его участвовать в повинностях, в дани и в преимуществах, народу Джарской провинции объявленных».
Вопреки соглашениям, Цицианов не получал дани шёлком. Джарцы винили в задержке внесения податей Али-султана и в 1805 году лишили его власти, заменив Ахмет-ханом. Последний, прося «отделить его от прочих лезгинцев и защищать от притеснений, каковые он нередко терпел от них за преданность свою к России», прибыл в 1807 году в Тифлис, чтоб засвидетельствовать свою верноподданность. Его пророссийская ориентация не разделялась другими обществами. В 1826 году во время русско-персидской войны Ахмед-хан вынужден был бежать от возмущённых беков и вольных цахуров, после чего илисуйский джамаат избрал на его место Бала-Ага-бека, получивший от персидского шаха фирман на звание хана. К концу года русские войска восстановили спокойствие в данном регионе. Ахмед-хан был восстановлен в качестве султана, а Бала-Ага-бек, закованный в кандалы, был доставлен в Метехский замок.
В 1844 году, захватив Илисуйское султанство, Российская Империя упразднила его, вместо него был создан Елисуйский округ. Кроме того, вследствие продолжавшегося сопротивления, русским солдатам было приказано «наказать» непокорное население. Выполняя приказ высшего командования, в июне 1852 года армия во главе с генералом Врангелем подвергла все сёла цахуров Дагестана артиллерийскому обстрелу из крупнокалиберных пушек. Все села были сожжены и разрушены дотла. Жители сел – 1219 цахурских семей — были переселены на равнину, в Закатальский округ. Вучетич Н., который несколько лет спустя побывал в Горном Магале, писал:

«Ранее обитаемый край был оставлен как покинутый после страшного землетрясения. Вид селений представлял развалины стен, груды камней.»— Курбанов К.Э. «Цахуры: прошлое и настоящее»
В 1861 году цахурам было разрешено вернуться на родину. В разоренных поселениях, хоть медленно, но начинала восстанавливаться нормальная жизнь.

### Ликвидация султаната
9 января 1830 года скончался султан Ахмет-хан. Ему наследовал его младший сын Муса-ага. Правление Мусы-аги совпало с восстанием среди джарцев, окончившееся тем, что джарский джамаат капитулировал ещё во время движения русских войск на Джары. После подавления восстания в Джаро-Белоканских вольных обществах на их территории была образована Джарская область, управление которой стало осуществляться на основе специальных «Правил для управления Джарскою и Белаканскою областью». Согласно этим правилам «Елисуйское султанство, хотя остаётся под распоряжением своего султана на прежнем основании, но входит… в состав Джарской области и поступает так же, как и оное, под непосредственное управление сего Областного Временного Правления на изложенных правилах». Начиная с этого времени, власть илисуйских владетелей стали постепенно ограничивать. И. П. Петрушевский замечает, что «с ликвидацией же последних остатков независимости когда-то грозного джарского общества, илисуйские султаны становились просто не нужны. Конечно, их не предполагали сразу лишить политической власти, но на них теперь должна была распространиться общая тактика России по отношению к ханам и бекам: политическую власть султанов теперь стали постепенно урезывать, что, разумеется, не мешало России поддерживать их права, как помещиков». 25 сентября, после девяти месяцев правления, скончался султан Муса-ага. Новым султаном стал его брат Даниял-бек. В 1839 году к Илисуйскому султанату был присоединён Рутульский магал.

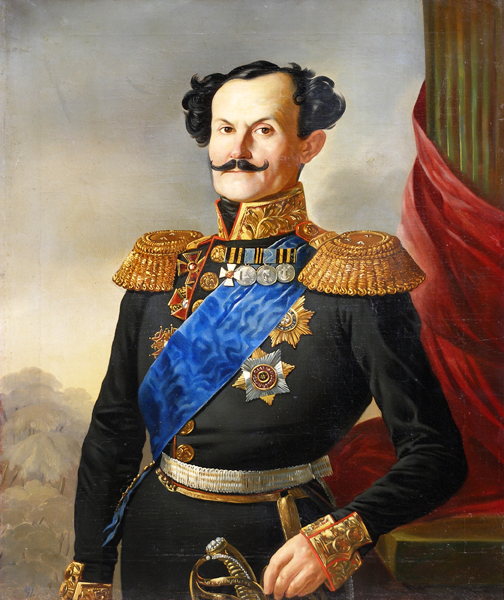
Генерал Г. Е. Шварц

Илисуйский владетель был подчинён начальнику Джаро-Белоканской области, которая в 1840 году была включена в состав Грузино-Имеретинской губернии в качестве Белоканского округа. Округ подразделялся на три участка: Белоканский, Енисельский и Елисуйский, последний из которых состоял из всех земель султаната под непосредственным управлением султана. Спустя два года султан был подчинён военно-окружному начальнику вновь образованного Джаро-Белоканского округа, генералу Шварцу, который начал ограничивать права султана. Со своей стороны Даниел-бек не желал идти на непосредственные отношения со Шварцем. Как писал И. П. Линевич:

Генерал Шварц, деятельный, энергический, решительный, зная дух и цель вновь устроенного и вверенного ему управления, требовал безусловного исполнения его распоряжений в пределах закона и подчинения данной ему власти; Даниел-бек, привыкший уже считать себя наследственным повелителем своего султанства и до сих пор не подчинявшийся никому (официально же считался подчинённым то окружному, то губернскому начальству), также не намерен был унижать своё достоинство даже наружным изъявлением своей подчинённости генералу Шварцу.

В 1842 году султан обратился к царю с письмом, в котором называя себя султаном «по праву наследства», просил снабдить его «новой высочайшей грамотой на владение… повелев записать… в число князей двора… на правах мингрельского князя Дадиани». В то время на Кавказе шла борьба горцев под руководством имама Шамиля против царских войск. Летом 1844 года Даниял-бек, «влачивший свою унизительную роль почти два целых года, затаив обиду… предался на сторону Шамиля». Согласно русским источникам, 4 июня султан в главной мечети присягнул на верность Шамилю. На следующий день Шварц вызвал Даниел-бека в Закаталу, но тот не поехал. Вместо этого султан отправил Шварцу письмо, в котором писал, что не будет оказывать услуги до тех пор, пока не будут удовлетворены его просьбы, и лишь после этого «я, как раньше, буду верой и правдой служить правительству. Только тогда на моей земле всё будет спокойно».
8 июня генерал Шварц с отрядом выступил из Закатал и вступил в пределы султаната. Дождавшись подкрепления, 13 июня Шварц продолжил своё движение и под Агатаем разбил 3-тысячной войско илисуйского султана, после чего русский отряд встал лагерем на 8 дней. 21 июня генерал Шварц двинулся на Илису и взял его штурмом. Илисуйский султанат прекратил своё существование. Последний илисуйский султан Даниел-бек вынужден был бежать в горы, где он встал под знамёна имама Шамиля.
В 1851 году Даниел-бек выдал свою дочь Каримат за сына Шамиля Гази-Магомеда. Сам Даниел-бек стал одним из наибов Шамиля. В апреле 1859 года царские войска взяли резиденцию Шамиля — аул Ведено, вслед за чем были подавлены последние очаги сопротивления на территории Чечни. Имам Шамиль со своими сторонниками ушёл в дагестанский аул Гуниб. 2 августа Даниел-бек сдал барону Врангелю свою резиденцию Ириб и аул Дусрек, а 7 августа явился с повинною к князю Барятинскому, который объявил ему полное прощение. Последний илисуйкий султан скончался в 1870 году в Османской империи.

## Государственная власть
Правители Илису носили титул султанов. Владетеля Илису и Цахура называли иногда даже «малым уцмием» в отличие от «великого уцмия» — владетеля Кайтага в Дагестане. Султаны избирались на джамаатах из членов султанской фамилии, причём султан был одновременно как наследственным, так и выборным, что являлось результатом компромисса между ним и цахурскими джамаатами. В период османо-сефевидского господства в Закавказье после избрания джамаатом владетели Илису и Цахура утверждались в этой должности персидскими шахами, либо османскими султанами. Как пишет Петрушевский «титул султана, данный владетелям Илису шахами, занимал в азербайджанской иерархии среднее положение между титулами хана и бека». Соседние с илисуйским владением джаро-белоканские джамааты (вольные общества) объединялись в гёзы (или союзы). Мильман в свою очередь пишет, что «на положении гёза находилось и Елисуйское султанство. В отличие от других гёзов, оно возглавлялось не выборным органом, а наследственным и несменяемым султаном, в руках которого сосредоточивалась вся гражданская и военная власть».
Ниже султана стояли беки, различавшиеся на беков-членов султанской фамилии, наследственных беков из других фамилий, а также на беков, которыми именовались лица не «знатного» происхождения.

### Правители
Как отмечают Х. Х. Рамазанов и А. Р. Шихсаидов, «нет возможности установить начало и конец правления того или иного правителя. Поэтому указывается лишь год, под которым встречается в фирмане имя правителя», и приводят, согласно неполным данным фирманов, хронологический список цахурских правителей:
- Ади Куркулу-бек — 1562 г., 1593.
- Али Султан Цахурский (Али-бек Захурский) — 1607, 1616 г.
- Мамедхан-бек Цахурский — 1632, 1635, 1636 г.
- Халил-бек — 1642 г.
- «Один из правителей Дагестана — эмир Юсуф-бек»
- Али-Султан II Цахурский — 1695, 1701 г.
- Ахмед-хан Цахурский — 1747 г.

Л. И. Лавров, в свою очередь, на основе персидских и османских фирманов, русских документов и эпиграфического материала приводит следующий список цахурских правителей:
- 1247 — Амир Балал бен Малах
- 1563—1598 — Ади Куркли-бек
- 1607—1616 — Али-султан
- 1632—1637 — Мухаммад-хан-бек (Мамед-хан-бек)
- 1642—1670/1671 — Халил-султан бен Мухаммад-хан-бек
- Между 1670 и 1696 — Мухаммад-султан
- 1696—1723 — Али-султан (паша и беглербек Шекинский в 1723—1732 гг.)
- 1732 — Усми Мухаммад-паша Цахурский и Кахский, беглербек
- 1747—1748 — Ахмад-хан
- 1749—1750 — Амир-хан-султан
- 1773 — Мухаммад-бек
- 2-я половина XVIII века — Ахмад-хан бен Али-Хазз-бек
- 1796—1805 — Али-султан бен Али-Хазз-бек
- 1805—1830 — Ахмад-хан бен Али-Хазз-бек
- 1830 — Муса-султан бен Ахмад-хан
- 1830—1844 — Даниял-бек-султан бен Ахмад-хан

В селении Ках существовало предание, что илисуйские султаны являлись потомками хицского (в Дагестане) бека Али, которому в начале XVII века был подчинён Цахур; по цахурскому преданию, жители Цахура, недовольные правлением беков, составили заговор и вырезали всё семейство бека, но одной беременной женщине удалось спастись, бежав в Илису, и от её сына будто бы происходили илисуйские султаны. Существует и сообщение царевича Вахушти, на основании которого султаны являлись потомками (или наследниками) грузинского моурави Элисенского Вахахишвили: «Вахахишвили предстал перед шахом Аббасом в 1585 г., принял магометанство и, когда прибыл шах в Эривань, отнял эту область у Александра II, царя Кахетии, и посадил его (Вахахишвили) здесь султанствовать». Рамазанов и Шихсаидов констатируют, что «невозможно также установить, была ли власть цахурского правителя наследственной. Только в одном случае мы встречаемся с фактом наследования власти: Мамед-хана Цахурского заменяет его сын Халил-бек Цахурский. В остальных случаях родственные связи правителей не отмечаются, что затрудняет возможность делать какие-либо выводы».

## Общественный строй
Цахуры заселили сплошь оба склона Главного Кавказского хребта и северную и среднюю (гористую) части султанства. Они составляли четыре вольных общества:
Цахурское
- Цахур, Хиях, Муслах, Микик, Гельмец, Сюгут, Курдул, Лекит, Лекит-Малах, Зарна;

Сувагильское
- Сувагиль, Касс, Каркай, Калал, Агязы, Джимджимах, Кум, Лекит-Кётюклю, Сабунчи;

Карадулакское и Илисуйское
- Сарыбаш, Илису, Агчай, Гашгачай, Ашахы-Малах, Юхары-Малах, Абрамчай;[37]

В султанате жили три основные этнические группы: цахуры – свободные крестьяне, сидевшие на собственной земле и не обложенные феодальными повинностями. На юге султаната обитали ингилойцы – омусульманившиеся грузины и мугалы – прикреплённые к земле держателями кешкелей, принадлежавших султану и бекам.
Таким образом, в отличие от Джаро-Белоканских вольных обществ, цахурские вольные общества не владели кешкельными крестьянами и имели право групповой сеньерии по отношению к мугальским и ингилейским селениям. В то же время цахурские общества сами оказались в вассальной зависимости от султана Илисуйского.
Цахурские султаны выбирались на джамаатах непременно из числа членов султанской фамилии. Порядок выборов был установлен адатом. Джамаат играл значительную роль в управлении, представлял к султану своих уполномоченных (векилей) и сменял его в предусмотренных адатом случаях, заменяя другим членом султанского рода, да и то только коренным, сохранившим "чистоту крови", к таковым относились только те представители султанского рода которые не смешивались с ингилойцами и азербайджанцами(мугалами), за исключением случаев, когда не оставалось законных наследников. В остальном "чистокровные" беки ничем не отличались от "не чистокровных", и той грани которая существовала в Дагестане, в Илисуйском султанате не существовало, несмотря на то, что местные цахурские беки старались по возможности сохранять "чистоту крови". Султан был одновременно и наследственным и выборным. Такое положение было результатом компромисса между султаном и джамаатами Цахура.
В вольных обществах существовали два вида собственности на землю: частная (пахота, сады, рисовые чеки, ближайшие сенокосы) и общинная (летние и зимние пастбища, трассы по перегону скота на зимние и летние пастбища, водные ресурсы по орошению, леса). Продажа земли адатом запрещалась. Те поселения, которые образовались на землях вольных обществ, земельной собственности не имели, они платили ренту за землю и воду тем обществам, на чьей земле они обосновались. Таковыми были ингилойские и тюрко-мугальские поселения (история их образования — отдельный вопрос). В литературе она описана как кешкельная рента.

## Население и территория
В книге «Покоренный Кавказ» от 1904 года приведено описание территориального разграничения Илисуйского султаната с соседними владениями:

Владения султана Елисуйского, граничившие на северо-западе джаробелканцами, отделялись от ханства Шекинского отрогами Салаватских гор, от Кахетии и Ганджинского ханства — реками Алазанью и Курой, на северо-востоке с султанством граничили вольные общества Рутул, Ахты, Серчинское и Дарчинское. Вся западная часть султанства покрыта южными отрогами Кавказа. Важнейшая река здесь — Кап-чай. Земли вольных обществ наполнены Салаватским хребтом и орошаются рекою Самур. Дженихский союз лезгин исчез с течением времени и следы его остались лишь в виде аула Джених на дороге из Ширвана в Джаробелоканскую обл. Вольные общества на севере ограничиваются Алагиндагским горным хребтом.

Преобладающим населением Илисуйского султаната являлись цахуры, незначительную часть населения составляли азербайджанцы (мугалы) и принявшие ислам грузины (ингилойцы). Цахуры населяли северную (гористую) и среднюю (предгорную) части султаната, в то время как юг территории был занят ингилойцами и азербайджанцами (мугалами). Петрушевский пишет, что «здесь, как и в аварских обществах, этнические группы совпадают с производственными. Султан и беки, частью цахурского, частью тюрко-азербайджанского происхождения, считались стоящими как бы вне этнических групп, и в камеральных описаниях перечислялись отдельно.»
В Илисуйском султанате арабский язык отчасти употреблялся в качестве языка дипломатической переписки.
Данные проведённой переписи населения Елисуйского наибства Закатальского округа показали, что общее население наибства составляло 11 836 человек, проживающих в 23 селениях (к этому времени горные цахурские селения были отторгнуты и переданы в состав Самурского округа), основную часть населения составляли цахуры численностью 8 269 человек, далее следовали ингилойцы численностью в 2 167 человек, мугалы (азербайджанцы) составляли 1 400 человек.